# Goyo Jiménez
Gregorio Jiménez Tornero (Melilla, 31 de enero de 1970), conocido artísticamente como Goyo Jiménez, es un humorista, actor, presentador, guionista, productor y director español, conocido por colaborar en diferentes programas de televisión, pero, sobre todo, gracias a su faceta como cómico de stand up comedy.

## Biografía
Goyo Jiménez, aunque nacido en Melilla, fue criado en Albacete y se suele considerar natural de esta ciudad manchega, formando parte de lo que se suele denominar humor manchego. Es un artista que desarrolla su trabajo en muy diferentes disciplinas. De 1988 a 1994 estudia de forma simultánea, derecho en la Universidad de Castilla-La Mancha, y arte dramático en la RESAD (Real Escuela Superior de Arte Dramático) de Madrid, amén de diferentes cursos monográficos de dirección escénica y escritura dramática. 
Pero su andadura artística había comenzado tiempo atrás, de forma precoz, pues a los dieciséis años ya había ganado varios premios de literatura, fotografía o vídeo. Pero es el teatro la materia que más le atrae. Por eso crea, con diecisiete años, su propia compañía teatral, de carácter amateur, con la que llega a estrenar tres obras de su autoría y/o dirección. A partir de 1988 empieza a trabajar como actor profesional de teatro y, desde entonces, no deja de acumular una vasta y fructífera trayectoria interpretativa en el escenario: compañías como La Fura dels Baus, Cómicos, Teatro de Malta, Teatro Capitano, Teatro Fénix, Cal Teatro, La Función Delta, etc, le permiten encarnar todo tipo de personajes, dramáticos o cómicos, en diferentes propuestas escénicas: Teatro grecorromano —Sófocles, Eurípides, Aristófanes—, teatro clásico —Cervantes, Lope de Vega, Tirso de Molina, Calderón, Shakespeare, Molière, Zorrilla, etcétera—, o contemporáneas —Woody Allen, Francisco Nieva, Ignacio Amestoy, Rosa Montero, entre varios—. Con varios de estos montajes participa, asimismo, en numerosos festivales y programaciones internacionales —Almagro, Cerdeña, Venecia, Florencia, Verona, Pisa, Rumania, Eslovenia, Bosnia, Croacia, etcétera—.
Seleccionado para formar parte del programa televisivo El club de la comedia, se convierte en pieza fundamental de varios de sus montajes teatrales más afamados: 5hombres.com —durante tres años actuó en este exitoso espectáculo, siendo el único actor que representó los cinco personajes—, 5hombresymujeres.com, Noche de cómicos y Los Irrepetibles de Amstel —espectáculo de improvisación teatral—.
Alguno de sus monólogos más destacados como cómico pueden ser: Canis, Los americanos o Ligar en EE. UU. Él mismo se define como un «especialista en asuntos americanos».
De forma paralela, y como autor y director de teatro, ha escrito y/o dirigido desde entonces doce producciones, de las que se han realizado más de novecientas representaciones. A estas hay que unir sus dos espectáculos de stand up comedy, titulados Pasado imperfecto, ¡Aiguantulivinamérica! y By the way con el que se halla de gira en la actualidad.
Desde el inicio de su emisión en TVE y hasta 2010 fue codirector y guionista en La hora de José Mota, convirtiéndose en una pieza fundamental para el programa. En ese espacio televisivo interpretó, además, numerosos papeles de reparto en múltiples sketches, pero sobre todo se hizo conocido por encarnar al villano Capitán Fanegas / Nemesio Tornero, un malvado campesino con unos «superpoderes atávicos», los poderes profundos manchegos. 
Presentó el programa de Cuatro No le digas a mamá que trabajo en la tele durante sus cuatro meses de duración. El espacio recibió críticas diversas, fundamentalmente por sus contenidos, y diversos cambios de horario, hasta que, finalmente, fue cancelado por falta de audiencia.
En 2014 y 2015 colaboró en el espacio Zapeando de La Sexta. Desde septiembre de 2016 presenta el programa de divulgación científica Órbita Laika en La 2, en sustitución de Ángel Martín. En noviembre de 2017 apareció en el programa Samanta y... presentado por Samanta Villar.
Desde noviembre de 2018 hasta febrero de 2019 presentó el concurso Código final en La 2.
En abril de 2021 estrena un nuevo programa en La 2 llamado Un país para reírlo.
En agosto de 2021, estrena en teatros la tercera parte de su monólogo sobre asuntos americanos, titulado Aiguantulivinamérica 3, diez años después del estreno de la primera.
En febrero de 2025 se confirmó su participación como concursante de la temporada 12 del programa Tu cara me suena de Antena 3.

## Monólogos
- Los americanos
- Los policías
- Las hostias
- Callejeros
- Los dibujos animados
- La Biblia estilo bricomanía
- ¿Estáis a gusto siendo españoles?
- Me da vergüenza del más allá español
- Nunca ligareis por culpa de la bolsa de asas
- Ser joven es cuestión de... actitud
- A los tíos no nos gusta bailar
- Aun nos queda mucho que aprender de América
- Hola, soy tu hígado
- Dentistas
- La tele
- ¡Más difícil todavía!
- Aiguantulivinamérica
- Aiguantulivinamérica 2
- Aiguantulivinamérica 3

## Filmografía

### Programas de televisión
| Año       | Programa         | Canal    | Información |
| --------- | ---------------- | -------- | ----------- |
| 2016-2018 | Órbita Laika     | La 2     | Presentador |
| 2022      | El hormiguero    | Antena 3 | Colaborador |
| 2022      | Y ahora Sonsoles | Antena 3 | Colaborador |
| 2025      | Tu cara me suena | Antena 3 | Concursante |

#### Como invitado
| Año       | Programa      | Canal    | Información |
| --------- | ------------- | -------- | ----------- |
| 2015      | Órbita Laika  | La 2     | Invitado    |
| 2020-2024 | El hormiguero | Antena 3 | Invitado    |
| 2022      | Pasapalabra   | Antena 3 | Invitado    |

- El club de la comedia (1999, Canal Plus, Telecinco, TVE, Antena 3 y 2011, La Sexta)
- Nuevos cómicos (2000, Paramount Comedy)
- Esto no es serio (2001, Antena 3)
- La hora chanante (2002, Paramount Comedy)
- UHF (2004, Antena 3)
- 59 segundos (2004, TVE)
- Splunge (2005, TVE)
- Zulú bingo (2005, Localia TV)
- El club de Flo (2006-2007, La Sexta)
- Tres en raya (2006, La Sexta)
- Los irrepetibles (2006-2007, La Sexta)
- 9 de cada 10 (2008, TVE)
- Espejo público (2008, Antena 3)
- La hora de José Mota (2009-2010, TVE)
- Pánico en el plató (2010, Antena 3)
- El club de la comedia (2011, La Sexta)
- Con hache de Eva (2011, La Sexta)
- No le digas a mamá que trabajo en la tele (2011, Cuatro)
- Psicodriving (2012-2013, Nitro/La Sexta)
- Se hace saber (2013-2014, La 1)
- Zapeando (2014-2015, La Sexta)
- Órbita Laika. La nueva generación (2016-¿?, La 2)
- Samanta y... (2017, Cuatro)
- Código final (2018-2019, La 2)
- Un país para reírlo (2021-2022, La 2)
- El condensador de fluzo (2022-presente, La 2)
- Grand Prix (2023, TVE)

### Cine
| Año  | Título                      | Personaje                  | Director         |
| ---- | --------------------------- | -------------------------- | ---------------- |
| 2010 | Clara no es nombre de mujer | Sacha                      | Pepe Carbajo     |
| 2011 | Torrente 4: Lethal Crisis   | Jefe de seguridad Rocamora | Santiago Segura  |
| 2016 | El pregón                   | Francisco                  | Dani de la Orden |
| 2020 | Ni de coña                  | Ricky                      | Fernando Ayllón  |